# 1896
Évszázadok: 18. század – 19. század – 20. század
Évtizedek: 1840-es évek – 1850-es évek – 1860-as évek – 1870-es évek – 1880-as évek – 1890-es évek – 1900-as évek – 1910-es évek – 1920-as évek – 1930-as évek – 1940-es évek
Évek: 1891 – 1892 – 1893 – 1894 –  1895 – 1896 – 1897 – 1898 – 1899 – 1900 – 1901

## Események

### Határozott dátumú események
- január 5. – Francia-olasz egyezmény Sziámról.[1]
- január 19. – Megalakul a Magyar Gazdaszövetség.[2]
- március 1. – Az aduai ütközetben a Makonnen herceg parancsnoksága alatt lévő abesszin erők a teljes olasz gyarmati hadsereget szétverik.[3]
- május 2.–október 31. –  A honfoglalás ezredik évfordulójának megünneplése.
- május 2. – A király megnyitja az ezredévi kiállítást,[2]  s átadják a forgalomnak a földalatti vasutat.
- június 8. – Az országgyűlés ünnepi ülése az új Országháza Kupolacsarnokában. Ezredévi ünnepi felvonulás a Vérmezőről a Várba, majd onnan az Országháza elé. A Szent Koronát az Országházba viszik. (az eseményről készült az első magyarországi mozgófilmfelvétel).
- június 9. – Bécsben az Osztrák–Magyar Monarchia nemzetiségeinek képviseletében mintegy hatezer fő vesz részt a magyarországi millenniumi ünnepségek ellen tiltakozó gyűlésen.[4]
- június 28. – Szilli rablógyilkosság
- augusztus 31. – Ünnepélyesen átadják a budapesti Nagykörutat.
- szeptember 6. – Megnyílik a szegedi Anna fürdő.
- szeptember 8. – Az I. Magyar Országos Technikus Kongresszus rendezvénye során felavatták Ybl Miklós szobrát (Mayer Ede alkotása) Budapesten, a mai Ybl Miklós téren.
- szeptember 11. – Megindul a vezetékes ivóvízszolgáltatás Kolozsváron.[5]
- szeptember 30. – Francia-olasz egyezmény Tunéziáról.[1]
- október 4. – Átadják a forgalomnak a budapesti Ferencz József hidat (mai Szabadság híd).[6]
- október 26. – Az addisz-abebai békeszerződés megkötése, mely az első olasz–abesszin háború végét jelenti. (A háború az Olasz Királyság vereségével végződik, míg Abesszínia egészen 1936-ig megőrzi függetlenségét.)[3]
- szeptember 27. – Ünnepélyes keretek között átadják a forgalomnak a Vaskapu-csatornát az érdekelt három ország – Magyarország, Szerbia, Románia – uralkodóinak jelenlétében.[7]
- szeptember 30. – Az Osztrák–Magyar Monarchia és Románia meghosszabbítják a szövetségi szerződést, valamint aláírnak egy katonai együttműködési jegyzéket.[8]
- november 3. – Átadják a forgalomnak az Újpesti vasúti hidat.
- december 27. – A boszniai szerbek memorandumban ugyanazokat a jogokat kérik az uralkodótól, amelyekkel a török uralom alatt rendelkeztek.[9]

### Határozatlan dátumú események
- február – Elnöki választások Oranje Szabadállamban.
- az év folyamán – 
  - Megépül Magyarország első vízierőműve Ikerváron.[10]
  - A Városligetben kiállítják a Racławicei körképet.[11]

## Az év témái

### 1896 a filmművészetben
- január – Az Amerikai Egyesült Államokban Charles Francis Jenkins és Thomas Armat kifejlesztik a Vitascope nevű vetítőt. Armat elkezd dolgozni Thomas Edisonnal, hogy Vitascope-okat gyártsanak.
- április 16. – A Thomas Edison által alapított társaság New Yorkban megrendezi az amerikai első mozielőadást. Thomas Edison és Thomas Armat Vitascope-ját használják.
- május 10. – Budapesten a Royal Szállóban Lumière-ék megbízottja megrendezi az első fél órás mozielőadást.
- október 1. – A Pathé testvérek megalapítják a Pathé Frères céget.
- William Selig megalapítja a Selig Polyscope Company Chicagóban.
- Georges Méliès első megrendezett, kitalált történetű filmjei: Kártyajáték, Egy hölgy eltüntetése stb.
- A vonat érkezése rendező: Lumière fivérek
- A csók rendező: William Heise

### 1896 az irodalomban
- december 10. – Aurélien-Marie Lugné-Poe, a Théâtre de l'Œuvre igazgatója bemutatja Alfred Jarry Übü király című darabját. (A mű bemutatója óriási botrányt keltett, a második előadás után levették a műsorról.)[12]

### 1896 a sportban
- április 6–15. – Az első modern kori olimpiai játékok Athénban.[13]
- április 11. – Hajós Alfréd Athénban olimpiai aranyérmet szerez 100 méteres, továbbá 1200 méteres gyorsúszásban.

### 1896 a tudományban
- január 5. – Wilhelm Conrad Röntgen felfedezéséről szóló hír megjelenik a bécsi Neue Freie Presse újságban.
- Jacques Hadamard és Charles-Jean de La Vallée Poussin bebizonyítja az analitikus számelmélet egyik legfontosabb eredményét, a prímszámtételt[14]

## Születések
- január 2. – Dziga Vertov szovjet filmrendező († 1954)
- január 20. – Almásy Imre, főként a két világháború közt aktív, majd emigrációba vonult magyar politikus, országgyűlési képviselő († 1973)
- január 26. – Ittebei Kiss József, a Császári és Királyi Légierő legeredményesebb magyar pilótája († 1918)
- január 27. – Agustín Muñoz Grandes spanyol tábornok, falangista politikus, a Kék Hadosztály parancsnoka († 1970)
- február 2. – Gergely Sándor író, újságíró († 1966)
- február 2. – Kazimierz Kuratowski lengyel matematikus, az MTA tagja († 1980)
- február 9. – Szügyi Zoltán vezérőrnagy, a Szent László hadosztály parancsnoka († 1967)
- február 21. – Mihalik Kálmán, a Székely himnusz zeneszerzője († 1922)
- március 1. – Váczy József magyar kisgazda politikus, országgyűlési képviselő († 1965)
- március 3. – Horváth Endre grafikusművész, bélyegtervező († 1954)
- április 1. – Nagy László ügyvéd, országgyűlési képviselő († ?)
- április 12. – Szeder János gépészmérnök, sportvezető, országgyűlési képviselő († ?)
- április 16. – Makláry Zoltán Kossuth-díjas magyar színész († 1978)
- május 7. – Fjodor Markelovics Csesznokov erza író, drámaíró († 1938)
- május 19. – Várkonyi Nándor író, szerkesztő, kultúrtörténész († 1975)
- június 6. – Italo Balbo fasiszta politikus, légügyi miniszter († 1940)
- június 7. – Nagy Imre politikus, miniszterelnök († 1958)
- augusztus 3. – Iona Emmanuilovics Jakir szovjet tábornok, katonai reformer († 1937)
- augusztus 4. – Lengyel József író († 1975)
- augusztus 5. – Roszner István magyar huszártiszt, földbirtokos, országgyűlési képviselő († 1958)
- augusztus 9. – Jean Piaget svájci pszichológus († 1980)
- augusztus 14. – Albert Ball angol vadászpilóta az I. világháborúban († 1917)
- augusztus 16. – Ruzicskay György festőművész († 1993)
- augusztus 18. – Laziczius Gyula nyelvész, irodalomtörténész, az MTA tagja († 1957)
- augusztus 28. – Márton Áron erdélyi püspök († 1980)
- szeptember 1. – Sass Árpád festő († 1957)
- szeptember 9. – Kozma István honvéd altábornagy († 1951)
- szeptember 12. – Faragó László magyar ügyvéd, újságíró, lapszerkesztő († 1967)
- szeptember 15. – Alekszej Innokentyjevics Antonov, szovjet hadseregtábornok († 1962)
- szeptember 17. – Pátzay Pál, magyar szobrászművész, éremművész († 1979)
- szeptember 24. – F. Scott Fitzgerald, amerikai író († 1940)
- november 6. – Ecker Ferenc Kossuth-díjas mérnök, feltaláló († 1978)
- november 12. – Piacsek András magyar állattenyésztő, szakpolitikus († 1972)
- november 14. – Pataky Kálmán, magyar operaénekes († 1964)
- november 23. – Klement Gottwald, kommunista politikus, Csehszlovákia elnöke († 1953)
- december 1. – Georgij Konsztantyinovics Zsukov szovjet hivatásos katona, a Szovjetunió marsallja, a Vörös Hadsereg vezérkari főnöke, az SZKP KB tagja, honvédelmi miniszter († 1974)
- december 12. – Ádám Jenő zeneszerző, kóruskarnagy, zenepedagógus († 1982)
- december 21. – Konsztantyin Konsztantyinovics Rokosszovszkij szovjet és lengyel marsall, Lengyelország honvédelmi minisztere († 1968)
- december 23. – Szalay László magyar gazdálkodó, országgyűlési képviselő († 1964)
- december 28. – Andorffy Mária magyar költő, regényíró († 1918)
- december 30. – Erdélyi József költő († 1978)

## Halálozások
- január 8. – Paul Verlaine francia költő (* 1844)
- január 21. – Karvasy Ágoston jogtudós, közgazdász, az MTA tagja, az első magyar nyelvű állam- és gazdaságtudományi áttekintések szerzője (* 1809)
- január 29. – Beöthy Zsigmond költő, író, bíró, jogtudós (* 1819)
- február 18. – Kápolnai Pauer István katonatiszt, hadtudós, hadtörténész, az MTA tagja (* 1833)
- március 28. – Csutak Kálmán 1848–1849-es honvédezredes (* 1820)
- november 1. – Degré Alajos ügyvéd, a márciusi ifjak egyike (* 1819)
- november 4. – Orbán József magyar pedagógus (* 1818)
- november 16. – Színi Károly magyar író, újságíró, néprajzkutató (* 1829)
- november 18. – Hazslinszky Frigyes Ákos botanikus, mikológus, az MTA tagja (* 1818)
- december 3. – Erkel László zongoraművész, karnagy (* 1844)